# François Martin (Gouverneur)
François Martin (* 1634; † 1706) war der erste französische Generalgouverneur von Pondicherry. Als Beauftragter der französischen Compagnie des Indes Orientale, der Französischen Ostindienkompanie, baute er den 1672 von einem indischen Fürsten erworbenen Fischerort trotz mehrfacher Bedrohung zu einem starken französischen Stützpunkt in Indien aus. Sein Vorgänger war François Baron, sein Nachfolger als Generalgouverneur war Pierre Dulivier. Eine Straße in Pondicherry wurde nach ihm benannt.